# Guitar Hero: Metallica
Guitar Hero: Metallica (укр. Герой гітари: Металліка) — комп'ютерна гра серії Guitar Hero, що вийшла 2009 року.

## Про гру
Guitar Hero: Metallica — це музична комп'ютерна гра, частина франшизи Guitar Hero. За допомогою ігрових контролерів гітари або барабанів гравець може виконувати композиції улюбленого гурту, вдаючи з себе його учасника. Присвячена треш-метал-гурту Metallica, вона стала другою грою з серії, зосередженою навколо одного виконавця, після Guitar Hero: Aerosmith, що вийшла роком раніше. 
Спеціально для гри музиканти Metallica взяли участь у записі концертних рухів за допомогою технології захоплення руху, після чого їхні анімації було перенесено в гру. Guitar Hero: Metallica дозволяє виконувати майже всі основні хіти гурту, починаючи з «Seek and Destroy» та «Whiplash» (Kill 'Em All, 1983), закінчуючи «Broken, Beat and Scarred» (Death Magnetic, 2008), за виключенням пісень «Blackened» та «…and Justice Fore All», які раніше вже виходили у грі Rock Band. Серед особливостей цього релізу — можливість грати барабанні партії за допомогою двох педалей бас-бочки, а також режим для барабанів, який дозволяє вимкнути обов'язкові ноти та грати довільну партію.

На сайті IGN гра отримала високу оцінку: 8.5 балів з 10, «Чудово». Кріс Роупер відзначив високу якість виробництва та набір пісень, який відповідає очікуванням фанатів, але зауважив, що версія для PlayStation 2 має суттєві технічні недоліки, починаючи від поганого рівня стиснення відео, закінчуючи вадами ігрового процесу та помилками у підрахунку залікових балів. «Звісно, це не винахід колеса, але я давно не отримував такого задоволення від музичної гри», — резюмував оглядач. 

## Список пісень
| Пісні Metallica | Пісні Metallica                 | Пісні Metallica |
| #               | Назва                           | Тривалість      |
| --------------- | ------------------------------- | --------------- |
| 1.              | «All Nightmare Long»            |                 |
| 2.              | «Battery»                       |                 |
| 3.              | «Creeping Death»                |                 |
| 4.              | «Cyanide» (Wii Exclusive)       |                 |
| 5.              | «Disposable Heroes»             |                 |
| 6.              | «Dyers Eve»                     |                 |
| 7.              | «Enter Sandman»                 |                 |
| 8.              | «Fade To Black»                 |                 |
| 9.              | «Fight Fire With Fire»          |                 |
| 10.             | «For Whom The Bell Tolls»       |                 |
| 11.             | «Frantic»                       |                 |
| 12.             | «Fuel»                          |                 |
| 13.             | «Hit The Lights»                |                 |
| 14.             | «King Nothing»                  |                 |
| 15.             | «Master Of Puppets»             |                 |
| 16.             | «Mercyful Fate»                 |                 |
| 17.             | «My Apocalypse» (Wii Exclusive) |                 |
| 18.             | «No Leaf Clover»                |                 |
| 19.             | «Nothing Else Matters»          |                 |
| 20.             | «One»                           |                 |
| 21.             | «Orion»                         |                 |
| 22.             | «Sad But True»                  |                 |
| 23.             | «Seek & Destroy»                |                 |
| 24.             | «The Memory Remains»            |                 |
| 25.             | «The Shortest Straw»            |                 |
| 26.             | «The Thing That Should Not Be»  |                 |
| 27.             | «The Unforgiven»                |                 |
| 28.             | «Welcome Home (Sanitarium)»     |                 |
| 29.             | «Wherever I May Roam»           |                 |
| 30.             | «Whiplash»                      |                 |

| Пісні інших виконавців | Пісні інших виконавців                       | Пісні інших виконавців |
| #                      | Назва                                        | Тривалість             |
| ---------------------- | -------------------------------------------- | ---------------------- |
| 31.                    | «No Excuses» (Alice in Chains)               |                        |
| 32.                    | «Turn The Page» (Боб Сігер)                  |                        |
| 33.                    | «Albatross» (Corrosion of Conformity)        |                        |
| 34.                    | «Am I Evil?» (Diamond Head)                  |                        |
| 35.                    | «Stacked Actors» (Foo Fighters)              |                        |
| 36.                    | «Hell Bent For Leather» (Judas Priest)       |                        |
| 37.                    | «Demon Cleaner» (Kyuss)                      |                        |
| 38.                    | «Tuesday’s Gone» (Lynyrd Skynyrd)            |                        |
| 39.                    | «Beautiful Mourning» (Machine Head)          |                        |
| 40.                    | «Blood And Thunder» (Mastodon)               |                        |
| 41.                    | «Evil» (Mercyful Fate)                       |                        |
| 42.                    | «Armed And Ready» (Michael Schenker Group)   |                        |
| 43.                    | «Ace Of Spades» (Motörhead)                  |                        |
| 44.                    | «Stone Cold Crazy» (Queen)                   |                        |
| 45.                    | «Mother Of Mercy» (Samhain)                  |                        |
| 46.                    | «War Ensemble» (Slayer)                      |                        |
| 47.                    | «Mommy's Little Monster» (Social Distortion) |                        |
| 48.                    | «War Inside My Head» (Suicidal Tendencies)   |                        |
| 49.                    | «Toxicity» (System of a Down)                |                        |
| 50.                    | «Black River» (The Sword)                    |                        |
| 51.                    | «The Boys Are Back In Town» (Thin Lizzy)     |                        |